# Atom
Atom — це формат заснований на XML, який призначений для агрегації інформації, в першу чергу з вебсайтів. Зручний для використання у блогах, проте може застосовуватися і для будь-яких інших новин та періодичних видань в Інтернеті. Істотною частиною специфікації є протокол, що працює поверх HTTP, призначений для автоматизації ведення блогу.
Історично з'явився пізніше RSS і враховував багато недоліків згаданого формату.

## Приклад Atom-документу
```
<?xml version="1.0" encoding="utf-8"?>

<feed
 
xmlns=
"http://www.w3.org/2005/Atom"
>

  
<title>
Example
 
Feed
</title>

  
<subtitle>
Insert
 
witty
 
or
 
insightful
 
remark
 
here
</subtitle>

  
<link
 
href=
"http://example.org/"
/>

  
<updated>
2003-12-13T18:30:02Z
</updated>

  
<author>

    
<name>
John
 
Doe
</name>

    
<email>
johndoe@example.com
</email>

  
</author>

  
<id>
urn:uuid:60a76c80-d399-11d9-b91C-0003939e0af6
</id>

  
<entry>

    
<title>
Atom-Powered
 
Robots
 
Run
 
Amok
</title>

    
<link
 
href=
"http://example.org/2003/12/13/atom03"
/>

    
<id>
urn:uuid:1225c695-cfb8-4ebb-aaaa-80da344efa6a
</id>

    
<updated>
2003-12-13T18:30:02Z
</updated>

    
<summary>
Some
 
text.
</summary>

  
</entry>

</feed>

```